# Adele Neuhauser
Adele Neuhauser (née le 17 janvier 1959 à Athènes) est une actrice autrichienne.

## Biographie
Sa famille part de Grèce pour s'installer à Vienne lorsqu'elle a quatre ans. Sa mère quitte la famille en laissant elle et son demi-frère à leur père Georg. À dix ans, elle fait sa première tentative de suicide, elle en fera d'autres jusqu'à ses 21 ans,.
Elle veut être actrice depuis l'âge de six ans. Elle suit une formation à la Schauspielschule Krauss (de) entre 1976 et 1978. À 20 ans, elle va en Allemagne et joue dans des théâtres à Münster, Essen, Mayence et Ratisbonne puis revient à Vienne. Elle provoque un certain émoi dans Faust lorsque Méphistophélès devient une femme qu'elle incarne. Elle joue aussi au cinéma et à la télévision. Elle se fait connaître en devenant l'héroïne de la série Quatuor pour une enquête.
En 2008, elle est atteinte d'un pseudomyxome des cordes vocales et doit subir une opération, ce qui lui donne une voix plus grave,.
Depuis 2010, elle joue dans la série viennoise Tatort l'inspectrice Bibi Fellner, une femme alcoolique et surmenée.

## Filmographie
Télévision
- 1990 : Der neue Mann
- 1995 : Um die 30
- 1995 : Kriminaltango
- 1996 : Der Fahrradfahrer
- 1998 : Die Mädchenfalle – Der Tod kommt online
- 1999 : Alphamann
- 1999 : Sinan Toprak ist der Unbestechliche (de)
- 1999 : Tatort – Die kleine Zeugin (SWR)
- 2001 : La Lueur de l'amour
- 2001 : La Rançon du bonheur
- 2001 : L'amour à tire-d'aile
- 2001 : Der kleine Mann
- 2001 : Zwei Engel auf Streife (Série)
- 2002 : Tatort – Wolf im Schafspelz (BR)
- 2003 : Die Rosenheim-Cops (Série)
- 2003 : Les Allumeuses (Série)
- 2003 : Le Temps des cerises
- 2004 : Italiener und andere Süßigkeiten (de)
- 2004 : Der Weihnachtshund
- Depuis 2005 : Quatuor pour une enquête
- 2005 : Impossible belle-mère
- 2005 : Mutig in die neuen Zeiten – Im Reich der Reblaus
- 2005 : Un Noël de chien
- 2006 : Wo ist Fred? (de)
- 2006 : Alerte au crocodile !
- 2006 : Les Enfants contre-attaquent
- 2006 : Pas de vagues
- 2007 : Le Patron, c'est moi ! (de)
- 2007 : Großstadtrevier (de)
- 2008–2011 : Le Journal de Meg
- 2008 : Le Cœur chocolat
- 2008 : Le Mari de mon amie
- 2008 : Tatort – Granit (ORF)
- 2009 : Mein Flaschengeist und Ich
- 2009 : Sturmfrei – Der Film
- 2009 : Die Perlmutterfarbe (de)
- 2009 : London, Liebe, Taubenschlag
- 2009 : Fleur du désert
- 2010 : Tatort – Weil sie böse sind (HR)
- 2010 : Sang chaud et chambre froide
- 2010 : La Catin
- 2010 : Molly & Mops – Das Leben ist kein Gugelhupf
- Depuis 2011 : Tatort (ORF):
  - 2011 : Vergeltung
  - 2011 : Ausgelöscht
  - 2012 : Kein Entkommen
  - 2012 : Falsch verpackt
  - 2013 : Zwischen den Fronten
  - 2013 : Unvergessen
  - 2013 : Angezählt
- 2012 : Der Heiratsschwindler und seine Frau (de)
- 2019 : Brecht, téléfilm biographique en deux parties de Heinrich Breloer : Helene Weigel

Cinéma
- 1996 : Fête des pères (de)
- 1998 : Helden in Tirol
- 2002 : Nogo
- 2004 : Gone
- 2010 : 3faltig

## Récompenses
- 2012 : Romy : Meilleure actrice de série.
- 2013 : Romy : Meilleure actrice de série.